# Prez-sous-Lafauche

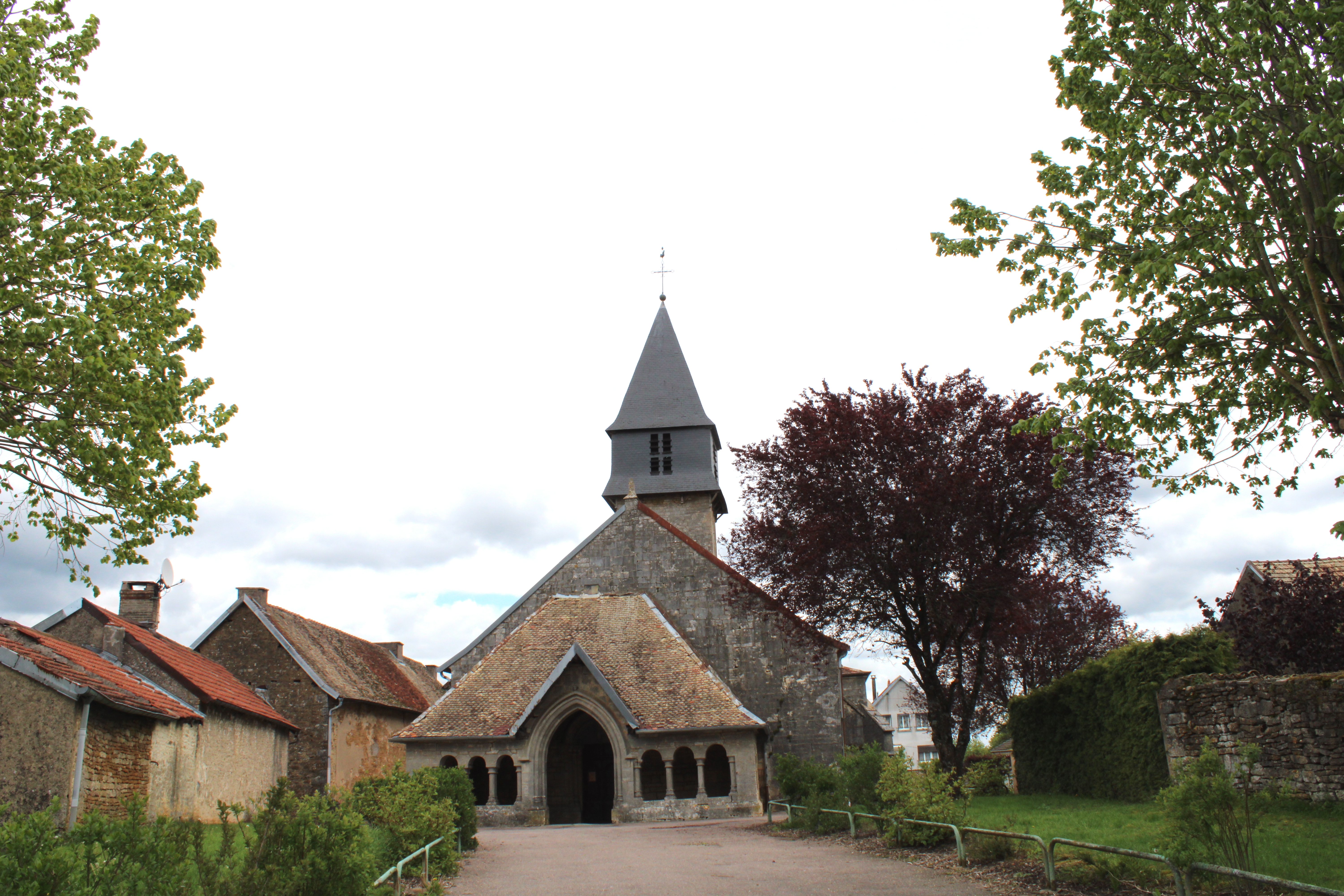
Kirche Saint-Didier

Prez-sous-Lafauche ist ein ostfranzösischer Ort und eine Gemeinde mit 275 Einwohnern (Stand: 1. Januar 2022) im Département Haute-Marne in der Region Grand Est (vor 2016 Champagne-Ardenne).

## Lage und Klima
Prez-sous-Lafauche liegt etwa 37 Kilometer nordöstlich von Chaumont auf einer Höhe von ca. 330 m. Auf dem Gemeindegebiet entspringt der Maas-Nebenfluss Saônelle. Die Gemeinde liegt an der Fernstraße von Langres nach Toul (heute D674, frühere RN65). Das Klima ist mild bis gemäßigt; Regen (ca. 775 mm/Jahr) fällt übers Jahr verteilt.

## Geschichte
Antike oder frühmittelalterliche Funde wurden auf dem Gemeindegebiet bislang nicht gemacht. Es ist somit davon auszugehen, dass das ehemalige Priorat den Grund für die Entstehung und Entwicklung des Ortes gelegt hat.

### Bevölkerungsentwicklung
| Jahr                       | 1800 | 1851 | 1901 | 1954 | 1999 | 2019 |
| -------------------------- | ---- | ---- | ---- | ---- | ---- | ---- |
| Einwohner                  | 490  | 665  | 483  | 387  | 337  | 281  |
| Quellen: Cassini und INSEE |      |      |      |      |      |      |

Wegen der durch die Reblauskrise im Weinbau ausgelösten Landflucht zu Beginn des 20. Jahrhunderts und der zunehmenden Mechanisierung der Landwirtschaft ging die Einwohnerzahl der Gemeinde seit zweiten Hälfte des 19. Jahrhunderts kontinuierlich zurück.

## Wirtschaft
Die Bewohner des Ortes lebten jahrhundertelang als Selbstversorger von der Landwirtschaft, zu der natürlich auch etwas Viehzucht gehörte. In den Jahren 1857–1862 wurde der Ort an das Bahnverkehrsnetz angebunden, doch ist die Strecke seit etlichen Jahren stillgelegt.

## Sehenswürdigkeiten
- Die ehemalige dreischiffige Prioratskirche Saint Didier ist dem Hl. Desiderius geweiht und stammt wahrscheinlich aus dem 12. Jahrhundert; doch wurde die gesamte Kirche in Teilabschnitten im 14., 15. und 16. Jahrhundert erneuert. Besonderes Charakteristikum des Kirchenbaus ist seine gotisch anmutende Vorhalle (porche), die entfernt an einen Narthex erinnert. Die Kirche ist seit 1925 als Monument historique anerkannt.[1]
- Auf dem Dorfplatz befindet sich Brunnen mit einem großen Brunnenbecken, das auch als Viehtränke (abreuvoir) genutzt wurde.
- Ein weiteres langgestrecktes Brunnenbecken findet sich inmitten der Hauptstraße.